# Great Is Our Sin
Great Is Our Sin è il sesto album in studio del gruppo musicale statunitense Revocation, pubblicato il 22 luglio 2016 dalla Metal Blade Records.

## Descrizione
Il titolo dell'album è tratto da una celebre frase di Charles Darwin:
Si tratta del primo concept album dei Revocation. Il cantante e chitarrista David Davidson ha dichiarato al riguardo:
Si tratta inoltre del primo album con il batterista Ash Pearson, ex componente dei canadesi 3 Inches of Blood. Nel brano The Exaltation è presente come ospite, con un suo assolo, l'ex chitarrista dei Megadeth Marty Friedman.

## Tracce
Testi e musiche di David Davidson, eccetto dove indicato.
1. Arbiters of the Apocalypse – 4:20
2. Theatre of Horror – 4:33
3. Monolithic Ignorance – 4:33 (musica: Dan Gargiulo)
4. Crumbling Imperium – 5:24
5. Communion – 4:44
6. The Exaltation – 3:40
7. Profanum Vulgus – 5:27
8. Copernican Heresy – 3:44
9. Only the Spineless Survive – 4:19
10. Cleaving Giants of Ice – 4:22 (musica: Dan Gargiulo)

Traccia bonus nell'edizione deluxe
1. Altar of Sacrifice (Slayer cover) – 2:46 (testo: Kerry King – musica: Jeff Hanneman)

## Formazione
Gruppo
- David Davidson – voce, chitarra
- Dan Gargiulo – chitarra, voce secondaria
- Brett Bamberger – basso
- Ash Pearson – batteria

Altri musicisti
- Marty Friedman – assolo di chitarra in The Exaltation

## Classifiche
| Classifica (2016)         | Posizione massima |
| ------------------------- | ----------------- |
| Stati Uniti               | 189               |
| Stati Uniti (independent) | 11                |